# Noordbrabantse Christelijke Boerenbond
De Noordbrabantse Christelijke Boerenbond (NCB) werd op 17 augustus 1896 opgericht als een organisatie die de belangen van de boerenstand behartigde. In de daaropvolgende eeuw heeft deze vereniging haar stempel gedrukt op de ontwikkeling van de provincie Noord-Brabant.

## Hoe het begon

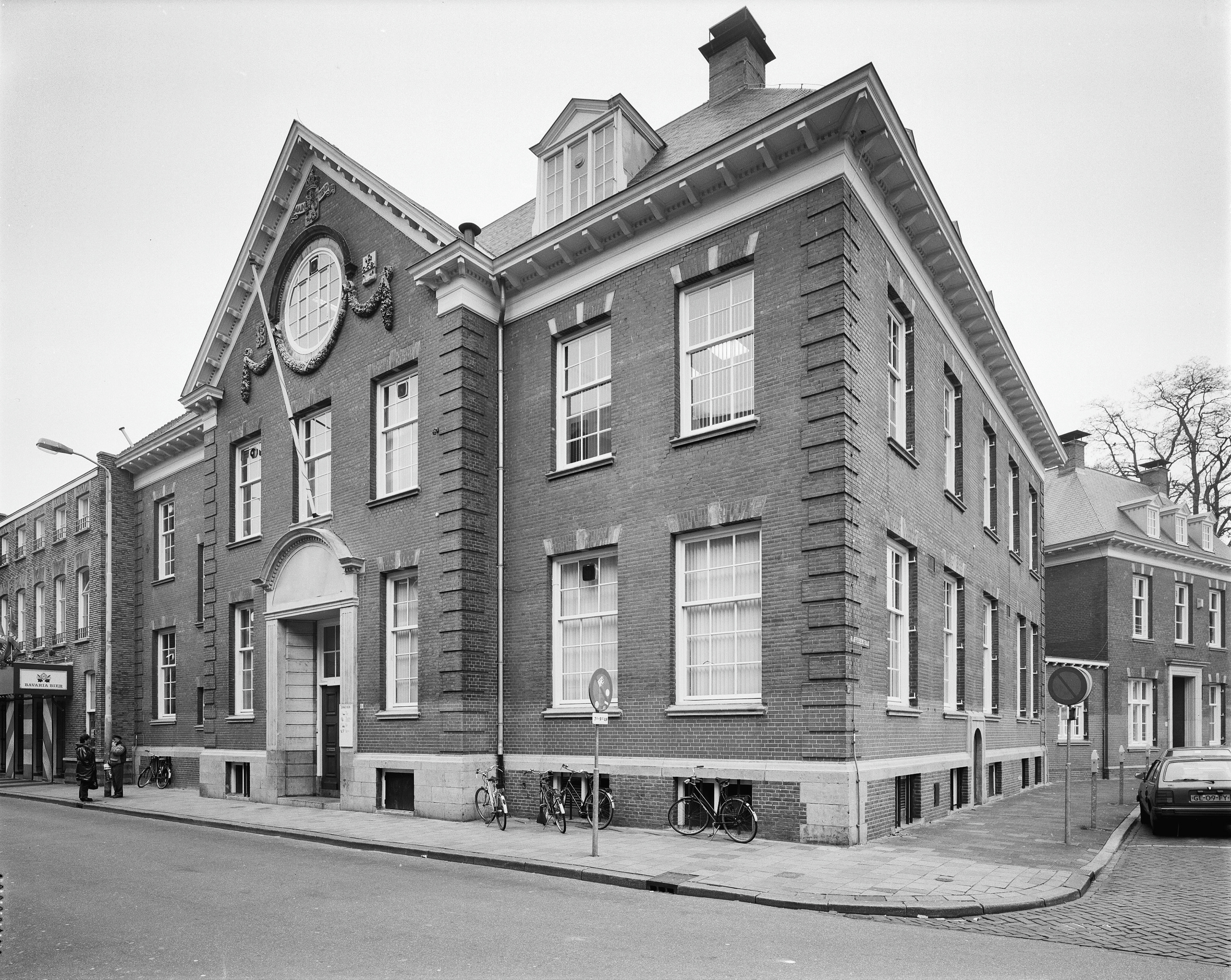
De Boerenleenbank (CCB), opgericht in 1898, zou uitgroeien tot een van de grootste financiële dienstverleners van Nederland. Fuseerde in 1972 met Raiffeisenbank (CCRB) tot de Rabobank Groep

Aan het einde van de 19e eeuw was Noord-Brabant een arme provincie die weinig aandacht kreeg vanuit de regering in Den Haag. Brabant was een overwegend agrarische provincie met veel kleine keuterboertjes, vaak met grote gezinnen die gevoed moesten worden. De Brabantse steden waren klein en werden bevolkt door een gegoede middenstand en een bovenklasse die aan het roer stond van opkomende industrieën als Philips en DAF, alsmede traditionele industrieën in de garens, confectie en schoenproducenten. 
Zij haalden hun medewerkers uit de arme boerengezinnen die hun producten tegen een laag arbeidsloon verkochten aan de middenstand. Pater Gerlacus van den Elsen, "de boerenapostel", ging vanuit de Abdij van Berne te Heeswijk aan de slag met het prediken van zijn visie in de Peel. Zijn visie kreeg ook elders in de provincie veel aandacht. Hij maakte duidelijk dat de boeren de handen ineen moesten slaan om tegenwicht te kunnen bieden aan de industriële opkomst. Op 17 augustus 1896 werd dan ook de Noordbrabantse Christelijke Boerenbond (NCB) opgericht door vertegenwoordigers van zo'n dertig plaatselijke boerenbonden die allemaal in de voorafgaande maanden waren opgericht. In de beginfase van de NCB heeft Van den Elsen de Brabantse boeren bewust gemanipuleerd door hen aan te spreken op de (al dan niet vermeende) oplichterspraktijken van de zogenaamde 'kalverjoden', die de tussenhandel tussen veehouders en vleesverwerkende industrie en vee-exportbedrijven verzorgden, en op de (evenzeer al dan niet vermeende) woekerpraktijken van joodse geldschieters. (informatie uit: Jan Ramakers, 'Godsmoordenaars en addergebroed', in De zachte kant van de politiek, Den Haag, SDU, 1990, p. 100).

## De coöperatieve aanpak

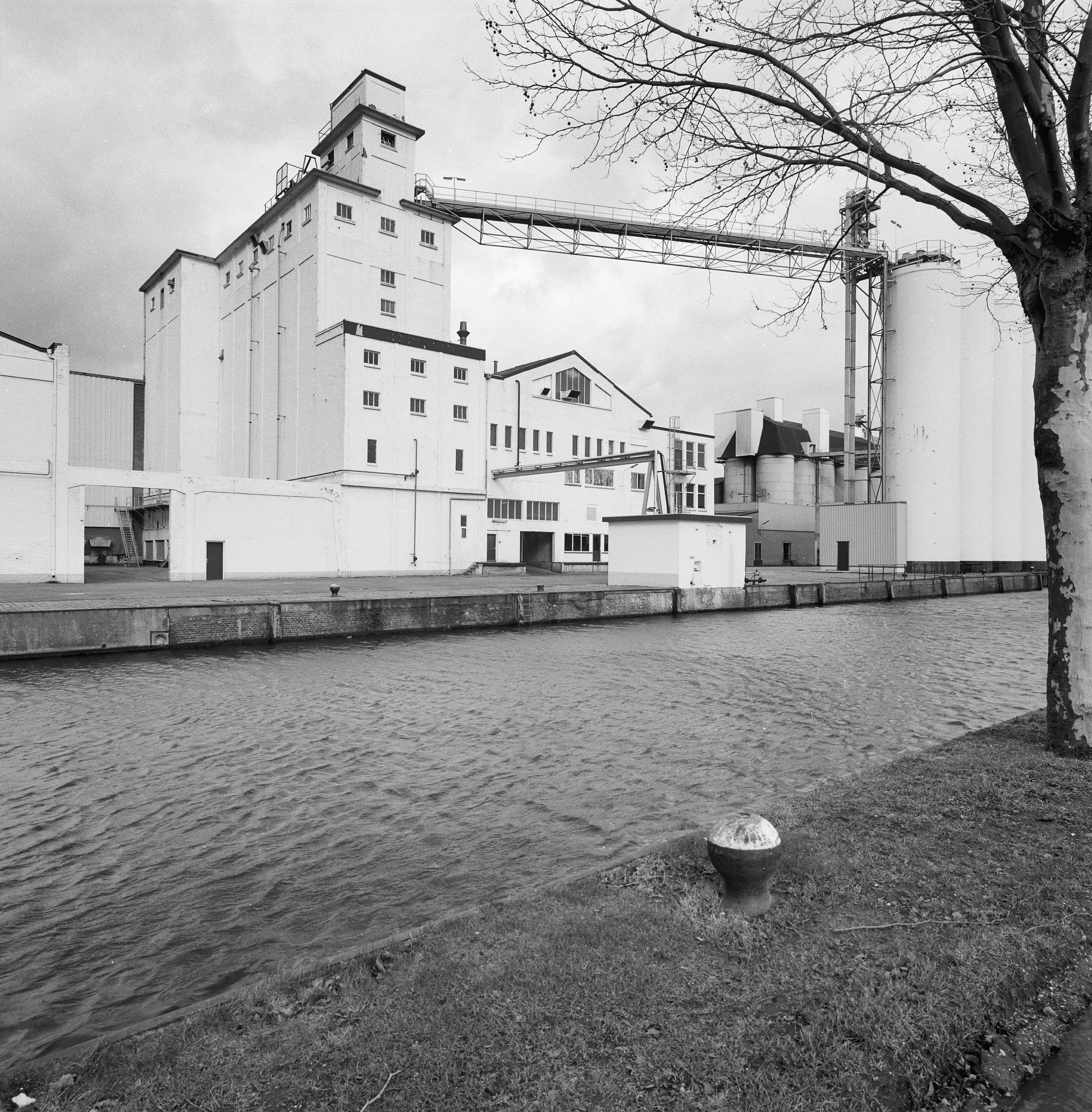
De CHV aan de N.C.B.-laan in Veghel groeide uit tot West-Europa's grootste mengvoederfabrikant

Samenwerken overeenkomstig het gedachtegoed van pater van den Elsen betekende dat de boerenbonden coöperaties gingen oprichten zoals:
- Melkfabrieken
- Onderlinge verzekeringen
- Aankoop combinaties
- Verkoop combinaties
- Vleesverwerking
- Accountancy
- Banken

Deze coöperaties werden lokaal kleinschalig opgezet maar groeiden via lokale fusies uit tot:
- Campina (later gefuseerd met De Meijerij Veghel tot DMV Campina, daarna met Melkunie Holland tot Campina Melkunie, en als laatst met Friesland Foods tot FrieslandCampina)
- Interpolis
- CHV (mengvoederfabrikant, later gefuseerd met Landbouwbelang tot Cehave Landbouwbelang, daarna met Agrifirm)
  - Boerenbond (winkelketen in tuin, dier en klusartikelen)
- NCB vee- en vleescentrale (tegenwoordig VION NV)
- ABAB Accountants en Adviseurs
- De Boerenleenbank (later gefuseerd met Raiffeisenbank tot Rabobank)

## De religieuze aanpak
De Katholieke kerk speelde sterk in op het ontstaan van NCB-afdelingen. Samen met de burgemeester, de hoofdonderwijzer en de NCB voorzitter vormde de pastoor een soort dorpsbestuur in de meeste Brabantse dorpen. De gemeenteraadsleden werden verkozen bij de gratie van het "echte" dorpsbestuur. Dankzij die samenwerking groeide de katholieke kerk in Noord-Brabant uit tot het Rijke Roomsche Leven dat bol stond van kerkbezoek en processies. 

## De maatschappelijke aanpak
De gezinshoofden moesten hard werken en werden vervolgens in hun vrije tijd opgezadeld met de zorgen van de coöperatieve aanpak (aan- en verkoopcombinaties, verzekeringskwesties en bancaire kwesties). Hun vrouwen werden uitgenodigd voor de bijeenkomsten van de Katholieke Plattelands Vrouwen die op lokaal niveau zorgden voor ontspanning en huishoudelijke educatie. Hun kinderen werden lid van de lokale KPJ-afdeling (Katholieke Plattelands Jongeren) die zorgde voor ontspanning en agrarische beroepsvoorbereiding, met activiteiten als:
- Sportdagen (atletiek in groepsverband en individueel),
- Handbalcompetities,
- Veldloopwedstrijden,
- Uitwisselingen met andere KPJ-afdelingen,
- Vee-beoordelingkampioenschappen en
- Ploegwedstrijden.

Naast de KPJ richtte ook de NCB zijn sportieve pijlen op de paardensport met landelijke Rijverenigingen die in individueel en groepsverband (viertallen en achttallen) in het voorjaar en de zomer deelnamen aan lokale paardensportconcoursen. De beste combinaties en groepen namen in de herfst deel aan het NCB kampioenschap.

## NCB stadia
- 1896 - 1926 Periode van opkomst en bloei van lokale afdelingen.
- 1926 - 1946 Periode van samenwerking tussen lokale afdelingen.
- 1946 - 1966 Periode van schaalvergroting op provinciaal niveau.
- 1966 - 1986 Periode van vervlechting coöperatief en kapitalistisch systeem.
- 1986 - 2006 Periode van opgang coöperatief systeem in kapitalistisch systeem.

## Fusie
De NCB is in januari 1999 samen met de Christelijke Boeren- en Tuindersbond (CBTB) opgegaan in de nieuwe zuidelijke belangenorganisatie ZLTO (Zuidelijke Land- en tuinbouw Organisatie). Deze organisatie telt 17.000 leden in Noord-Brabant en delen van Zeeland en Gelderland. ZLTO werkt met het noordelijke LTO Noord en Limburgse LLTB samen in LTO Nederland. De naam NCB wordt nog wel gebruikt voor specifieke onderdelen van de ZLTO, zoals NCB-participaties en NCB-ontwikkeling.
- Boerenbedrijven zijn uitgegroeid tot volwaardige bedrijven met hun eigen economische macht binnen Europese (subsidie-)kaders.
- De Boerenleenbank fuseerde met de Raiffeisenbank (CCRB) tot Rabobank, een van de grote Nederlandse commerciële banken (weliswaar nog steeds op coöperative basis) met bekende dochterondernemingen als Robeco en de Lage Landen.
- Interpolis ging op in de Rabobank en werd vervolgens samengevoegd met Achmea onder de Eureko-paraplu.
- De vee- en vleescentrale heette lang Dumeco en heet tegenwoordig Vion Food Group.
- Campina is een grote speler in de zuivelmarkt.
- De Boerenbondwinkels concurreren met doe-het-zelfzaken en met dierenspeciaalzaken.
- De KPJ bestaat nog steeds als koepel voor lokale jongerenverenigingen, maar richt zich niet meer op agrarische specialisaties als vee beoordelen en ploegen.

De NCB heeft de afgelopen honderd jaar een dominante rol gespeeld in de ontwikkeling van Noord-Brabant (en delen van Limburg, Gelderland en Zeeland).